# Schoolsoft
Schoolsoft AB (av företaget skrivet SchoolSoft) är ett svenskt webbaserat skoladministrativt system som lanserades 2003. Tjänsten används i förskolan såväl som i grundskolan, gymnasiet och komvux.
Systemet används både av friskolor, kommuner och övriga huvudmän. Schoolsoft hanterar av administrativa processer för 60 kommuner, och har ca 1 100 000 aktiva användare på över 2 200 svenska grundskolor, gymnasier och vuxenutbildningar/SFI.

## Verksamhet
Schoolsoft ingår i edtech-gruppen Digital School Systems (DSS) som utvecklar SaaS-lösningar till skolor. Gruppen består idag av tre edtech-bolag: Bayou, med produkten Tyra, Logometrica, leverantör av produkten Logos, och SchoolSoft. Tyra lanserades 2014 och Bayou blev en del av DSS under 2021. Logometrica grundades 1999 och blev en del av gruppen 2022, och Schoolsoft blev en del av gruppen när det lanserades 2003.
Gruppen förser för närvarande (2024) mer än 6000 organisationer i Finland, Norge och Sverige med systemen Tyra, Schoolsoft och Logos. Över 1,3 miljoner människor använder DSS teknik i skolans alla stadier.
2024 tillträde Erik Zimmermann som ny VD och koncernchef för DSS och blev även VD för Schoolsoft.